# One Canada Square
One Canada Square
O One Canada Square é um dos arranha-céus mais altos do mundo, com 235 metros (771ft). Edificado como parte do Canary Wharf na cidade de Londres, Inglaterra, foi concluído em 1991 com 50 andares. É um dos prédios comerciais mais altos do Reino Unido, segurando o título de edifício mais alto por mais de 18 anos. Em 2012 perdeu esse título para o arranha-céu The Shard, situado na margem oposta do Tâmisa.

## História
A história do One Canada Square está relacionada com o Canary Wharf, o complexo do qual faz parte. O prédio foi projetado pelo arquiteto argentino César Pelli juntamente com Adamson Associates e Frederick Gibberd Coombes e finalizado em 1991, tornando-se o edifício mais alto de Londres.
É um arranha-céu em forma de obelisco, construído em 1991, no distrito da Ilha dos Cães. O edifício recebeu o nome de Canadá, pois foi construído pela empresa canadense Olympia and York. Logo após a sua conclusão, a empresa faliu. O nome do prédio é também o endereço, mas o prédio é igualmente conhecido como Canary Wharf Tower, pois faz parte do complexo de escritórios de Canary Wharf, em Docklands. 
A torre causou muita interferência na emissão de sinais televisivos, para a população que habita as áreas próximas na Ilha dos Cães, chegando a julgamento da Câmara dos Lordes.
O One Canada Square também apareceu em muitos anúncios de TV e no programa de TV The Apprentice, mas era um centro de transmissão por direito próprio. Na década de 1990, a torre alojou a estação de televisão L!VE TV.
O prédio é ladeado por dois outros arranha-céus que foram construídos dez anos depois e ambos com 200 metros de altura: HSBC Tower (8 Canada Square) e Citigroup Centre (25 Canada Square).

## Acesso público
Os andares não são abertos ao público, já que abrigam escritórios do setor financeiro. Não existe plataforma de visualização. Porém, o térreo e a Canada Square são abertos ao público e existe um centro comercial no subsolo. 

## Altura
O Grupo Canary Wharf afirma que o prédio possui 244 metros de altura, sendo que o prédio possui 235 metros. Dispõe de 50 andares (menos do que o número originalmente planeado de 60). No seu telhado existe uma pirâmide de 11 toneladas e perto de 40 metros de altura. O One Canada Square conquistou o título de edifício mais alto do Reino Unido em Agosto de 1991, um recorde que vem mantendo por mais de 18 anos. Em 2012 perdeu o título para o arranha-céus The Shard, situado na margem oposta do Tâmisa.

## Algumas empresas localizadas no prédio
- Accenture
- Autoridade Bancária Europeia
- Bank of New York
- BBVA (Banco Bilbao Vizcaya Argentaria)
- Bear stearns
- Burlington Northern Railroad
- Citibank
- Clearstream
- Coutts
- Daihatsu
- Datawatch Corporation
- Doctors of the world
- eToro
- Euler Hermes UK
- HSBC
- FIA
- Faithful + Gould
- General American Transportation Corporation
- Innovate Finance
- International Sugar Organization
- KPMG
- Mærsk
- Metlife
- Moody's
- Novartis
- Primus Telecom
- Regus
- Revolut
- Rittal
- Skadden, Arps, Slate, Meagher & Flom
- State street
- SWX Swiss Exchange
- Teach First
- Trinity Mirror
- Torchwood (em ficção)
- UBS[4]